# Manlius (New York, város)
Manlius város az USA New York államában, Onondaga megyében. Lakosainak száma 33 712 fő (2020. április 1.).

## Népesség
A település népességének változása:

| 2010 | 32 370 |
| 2020 | 33 712 |